# Eder Chaux
Eder Chaux (Ibagué, Tolima, 20 de diciembre de 1991) es un futbolista colombiano de ascendencia francesa. Juega como arquero y actualmente milita en el Independiente Medellín de la Categoría Primera A de Colombia.

## Trayectoria

### Inicios
Realizó todo su proceso formativo en el Deportes Tolima, fue promovido al equipo profesional de la mano del entrenador Hérnan Torres en el año 2010 siendo el tercer arquero del equipo pijao. Su debut profesional y único partido disputado oficialmente con el Deportes Tolima lo jugaría el 1 de mayo de 2013 en un encuentro válido por la Copa Colombia con victoria 3-2 ante el Atlético Huila.

### Boyacá Chicó y Alianza Petrolera
En 2014 ficha con el Boyacá Chicó donde comenzó a tener más partidos aunque sin consolidarse como titular, en el equipo ajedrezado disputaría hasta mediados del 2016 un total de 47 partidos entre Copa y Liga.
Para el Torneo Finalización 2016 recala en Alianza Petrolera donde culmina su contrato sin haber sumado ni un solo minuto en cancha.

### Real Estelí
Tras un tiempo sin jugar llega al fútbol de Nicaragua en 2018 donde ficha por el Real Estelí. Chaux disputaría con gran nivel todos los partidos de la temporada en la que terminarían subcampeones.

### Patriotas Boyacá
En enero de 2019 se convierte en nuevo jugador de Patriotas Boyacá de la Categoría Primera A de Colombia. Debutó el 26 de enero en la victoria 2 por 1 sobre Independiente Medellín. En el conjunto boyacense logra afianzarse en la titular, siendo la figura y el capitán.

### América de Cali
Dio su paso al club en el año 2020, saliendo campeón de la liga betplay dimayor II.

### Junior
Fue presentado por el club en enero del año 2021, tuvo sus primeros partidos en el segundo semestres del mismo año.

### Once Caldas
El 27 de diciembre de 2021 se dio a conocer su llegada al Once Caldas.

## Selección Colombia
Recibió por primera vez el llamado a la Selección Colombia por parte del entrenador portugués Carlos Queiroz en el listado de pre-convocados para afrontar la Copa América 2019, en la disputa por la posición fue llamado junto con David Ospina, Camilo Vargas y Álvaro Montero siendo desafectado en el listado definitivo.

### Participaciones enEliminatorias al Mundial
| Eliminatoria                        | Sede del Mundial | Posición      | Resultado | PJ                                 | GR | VI |
| ----------------------------------- | ---------------- | ------------- | --------- | ---------------------------------- | -- | -- |
| Eliminatorias Mundial de Catar 2022 | Catar            | 6°lugar 23pts | Eliminado | 0 (una convocatoria como suplente) | 0  | 0  |

## Clubes
| Club                   | País      | Año           |
| ---------------------- | --------- | ------------- |
| Deportes Tolima        | Colombia  | 2013          |
| Boyacá Chicó           | Colombia  | 2014 - 2016   |
| Alianza Petrolera      | Colombia  | 2016 - 2017   |
| Real Estelí            | Nicaragua | 2018          |
| Patriotas Boyacá       | Colombia  | 2019          |
| América de Cali        | Colombia  | 2020          |
| Junior de Barranquilla | Colombia  | 2021          |
| Once Caldas            | Colombia  | 2022-2023     |
| Independiente Medellín | Colombia  | 2024-presente |

## Estadísticas
| Club                              | Div                 | Temporada           | Liga  | Liga  | Copa Nacional | Copa Nacional | Copa Internacional | Copa Internacional | Total | Total |
| Club                              | Div                 | Temporada           | Part. | Goles | Part.         | Goles         | Part.              | Goles              | Part. | Goles |
| --------------------------------- | ------------------- | ------------------- | ----- | ----- | ------------- | ------------- | ------------------ | ------------------ | ----- | ----- |
| Deportes Tolima · Colombia        | 1ª                  | 2013                | 0     | 0     | 1             | 0             | -                  | -                  | 1     | 0     |
| Deportes Tolima · Colombia        | Total               | Total               | 0     | 0     | 1             | 0             | -                  | -                  | 1     | 0     |
| Boyacá Chicó · Colombia           | 1ª                  | 2014                | 17    | 0     | 7             | 0             | -                  | -                  | 24    | 0     |
| Boyacá Chicó · Colombia           | 1ª                  | 2015                | 9     | 0     | 7             | 0             | -                  | -                  | 16    | 0     |
| Boyacá Chicó · Colombia           | 1ª                  | 2016                | 1     | 0     | 6             | 0             | -                  | -                  | 7     | 0     |
| Boyacá Chicó · Colombia           | Total               | Total               | 27    | 0     | 20            | 0             | 0                  | 0                  | 47    | 0     |
| Real Estelí · Nicaragua           | 1ª                  | 2018                | 20    | 0     | 0             | 0             | -                  | -                  | 20    | 0     |
| Real Estelí · Nicaragua           | Total               | Total               | 20    | 0     | 0             | 0             | -                  | -                  | 20    | 0     |
| Patriotas Boyacá · Colombia       | 1ª                  | 2019                | 35    | 0     | 1             | 0             | -                  | -                  | 36    | 0     |
| Patriotas Boyacá · Colombia       | Total               | Total               | 35    | 0     | 1             | 0             | -                  | -                  | 36    | 0     |
| América de Cali · Colombia        | 1ª                  | 2020                | 11    | 0     | 2             | 0             | 3                  | 0                  | 16    | 0     |
| América de Cali · Colombia        | Total               | Total               | 11    | 0     | 2             | 0             | 3                  | 0                  | 16    | 0     |
| Junior de Barranquilla · Colombia | 1ª                  | 2021                | 3     | 0     | 1             | 0             | -                  | -                  | 4     | 0     |
| Junior de Barranquilla · Colombia | Total               | Total               | 3     | 0     | 1             | 0             | 0                  | 0                  | 4     | 0     |
| Once Caldas · Colombia            | 1ª                  | 2022                | 20    | 0     | 4             | 0             | -                  | -                  | 24    | 0     |
| Once Caldas · Colombia            | 1ª                  | 2023                | 36    | 0     | -             | -             | -                  | -                  | 36    | 0     |
| Once Caldas · Colombia            | Total               | Total               | 56    | 0     | 4             | 0             | 0                  | 0                  | 60    | 0     |
| Independiente Medellín · Colombia | 1ª                  | 2024                | 31    | 0     | 6             | 0             | 11                 | 0                  | 48    | 0     |
| Independiente Medellín · Colombia | 1ª                  | 2025                | 3     | 0     | -             | -             | -                  | -                  | 3     | 0     |
| Independiente Medellín · Colombia | Total               | Total               | 34    | 0     | 6             | 0             | 11                 | 0                  | 51    | 0     |
| Total en su carrera               | Total en su carrera | Total en su carrera | 186   | 0     | 35            | 0             | 14                 | 0                  | 235   | 0     |

## Palmarés

### Otros títulos
- Subcampeón del Torneo Finalización 2010 (Colombia) con Deportes Tolima.
- Subcampeón del Torneo Apertura 2018 (Nicaragua) con Real Estelí.

### Campeonatos nacionales
| Título                | Club            | País     | Año  |
| --------------------- | --------------- | -------- | ---- |
| Campeonato colombiano | América de Cali | Colombia | 2020 |